# 胡安·萨拉迪诺
胡安·曼努埃尔·萨拉迪诺（西班牙語：Juan Manuel Saladino，1987年9月28日—），阿根廷男子曲棍球运动员。他曾代表阿根廷国家队参加2016年夏季奥林匹克运动会曲棍球比赛，获得一枚金牌。